# Saffré
Saffré est une commune de l'Ouest de la France, située dans le département de la Loire-Atlantique, en région Pays de la Loire.

## Géographie

Situation de la commune de Saffré dans le département de la Loire-Atlantique

### Situation
Située au nord de l’agglomération nantaise dont elle est éloignée de 35 km, la commune de Saffré est traversée par la voie express Nantes-Rennes (RN 137, à 2x2 voies).
Les communes limitrophes sont  Abbaretz, Héric, Joué-sur-Erdre, La Chevallerais, Nort-sur-Erdre et Puceul.
| Puceul          |        | Abbaretz       |
| La Chevallerais | Saffré | Joué-sur-Erdre |
| Héric           |        | Nort-sur-Erdre |

### Géographie physique
La topographie est assez homogène (entre 25 m et 50 m). Elle culmine à 77 m au hameau « La Praie ». Ce promontoire mis à part, le territoire communal se caractérise par un paysage de plaine à l’Ouest avec la vallée de l’Isac et de plateau à l’Est avec la Forêt. À noter : vers 1500, il y eut deux ou trois tremblements de terre, cause probable des gouffres de la Chutenais.
Le sous-sol contient une réserve en eau exploitée après traitement dans une usine (située aux Perrières) au niveau des captages de la Chutenais.
La nappe phréatique située au Nord du bourg et des villages d’Augrain et des Ormes couvre 2 000 ha et dans sa partie la plus profonde elle peut atteindre 300 m. Elle est très vulnérable à la pollution.

### Géographie humaine
La population est répartie dans les nombreux hameaux sur un territoire s’étendant sur 5 746 ha.Cette surface est répartie entre une cinquantaine d’exploitations agricoles qui produisent du lait pour 80 % d’entre elles ; 20 % sont orientées en production de viandes. La forêt de Saffré et différentes parties boisées complètent cette surface...

### Climat
Pour des articles plus généraux, voir Climat des Pays de la Loire et Climat de la Loire-Atlantique.
En 2010, le climat de la commune est de type climat océanique franc, selon une étude du CNRS s'appuyant sur une série de données couvrant la période 1971-2000. En 2020, Météo-France publie une typologie des climats de la France métropolitaine dans laquelle la commune est exposée à un climat océanique et est dans la région climatique  Bretagne orientale et méridionale, Pays nantais, Vendée, caractérisée par une faible pluviométrie en été et une bonne insolation. 
Pour la période 1971-2000, la température annuelle moyenne est de 12 °C, avec une amplitude thermique annuelle de 13,5 °C. Le cumul annuel moyen de précipitations est de 754 mm, avec 12,3 jours de précipitations en janvier et 6,1 jours en juillet. Pour la période 1991-2020, la température moyenne annuelle observée sur la station météorologique de Météo-France la plus proche, sur la commune de Nort-sur-Erdre à 9 km à vol d'oiseau, est de 12,4 °C et le cumul annuel moyen de précipitations est de 760,4 mm,. Pour l'avenir, les paramètres climatiques de la commune estimés pour 2050 selon différents scénarios d'émission de gaz à effet de serre sont consultables sur un site dédié publié par Météo-France en novembre 2022.

## Urbanisme

### Typologie
Au 1er janvier 2024, Saffré est catégorisée commune rurale à habitat dispersé, selon la nouvelle grille communale de densité à sept niveaux définie par l'Insee en 2022.
Elle est située hors unité urbaine. Par ailleurs la commune fait partie de l'aire d'attraction de Nantes, dont elle est une commune de la couronne,. Cette aire, qui regroupe 116 communes, est catégorisée dans les aires de 700 000 habitants ou plus (hors Paris),.

### Occupation des sols
L'occupation des sols de la commune, telle qu'elle ressort de la base de données européenne d’occupation biophysique des sols Corine Land Cover (CLC), est marquée par l'importance des territoires agricoles (86,4 % en 2018), en diminution par rapport à 1990 (90,9 %). La répartition détaillée en 2018 est la suivante : 
terres arables (54,7 %), prairies (16,9 %), zones agricoles hétérogènes (14,8 %), forêts (9,6 %), zones urbanisées (3,7 %), eaux continentales (0,3 %). L'évolution de l’occupation des sols de la commune et de ses infrastructures peut être observée sur les différentes représentations cartographiques du territoire : la carte de Cassini (XVIIIe siècle), la carte d'état-major (1820-1866) et les cartes ou photos aériennes de l'IGN pour la période actuelle (1950 à aujourd'hui).

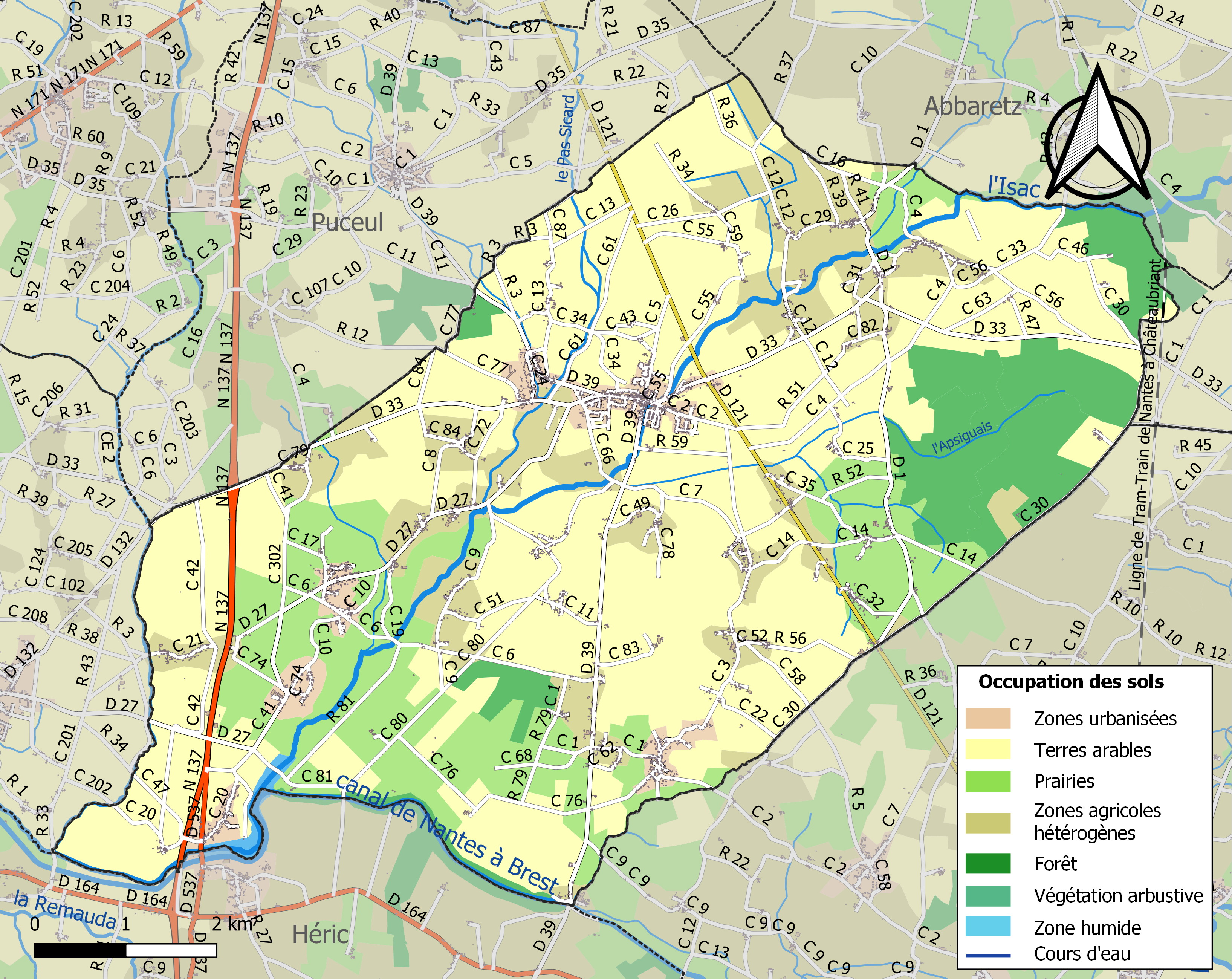
Carte des infrastructures et de l'occupation des sols de la commune en 2018 (CLC).

## Toponymie
La localité est attestée sous sa forme latine Saffriacum dès 1123.
Le nom de Saffré pourrait provenir de l'anthroponyme gallo-romain Safria, avec le suffixe locatif -acum (domaine).[réf. nécessaire]
Saffré possède aussi un nom en gallo, la langue d'oïl locale : Sâfrë selon les écritures ABCD et MOGA. Le nom gallo est prononcé [sa.fʁə] ou [sɑfʁœ],.
La forme bretonne proposée par l'Office public de la langue bretonne est Saverieg.

## Histoire

### La mer à Saffré
Un bras de mer s'avançait jusqu'à Saffré il y a plus de quarante millions d'années. On y a en effet retrouvé des coquillages fossiles identiques à ceux que l'on peut retrouver aujourd'hui en Méditerranée.

### Le site préhistorique
L’histoire de la Commune remonte à la plus haute antiquité. On a en effet retrouvé des silex éclatés et des haches en pierre polie en telle quantité qu’il n’y a aucun doute sur l’existence d’une concentration humaine à Saffré bien avant l’époque gauloise.
Les plus anciens vestiges d’une présence humaine sur le site de Saffré, telles les haches polies découvertes près d’Augrain, remontent à la fin du troisième ou au début du deuxième millénaire avant Jésus-Christ. On peut rattacher à la même époque néolithique la lame de silex trouvée près du gouffre de la Chutenais, la hache-marteau de Marignac et l’anneau en phtanite recueilli au Jarrier.
Mais la découverte la plus marquante fut celle d’un dépôt de 30 haches de bronze faite à la Jossaie en 1965. Saffré venait ainsi ajouter son nom à celui des 11 localités de la Loire-Atlantique, où furent mis au jour des dépôts identiques, que l’on date des alentours de l’an mille avant notre ère, le plus important étant celui de Blain (400 haches).

### La période gallo-romaine
De la période gallo-romaine, les vestiges sont encore plus évidents.
On sait que les gisements de calcaire de la commune étaient exploités par les Romains et on trouve encore parfois à 200 m à l’ouest du bourg des débris de tuiles à rebords, le long d’une ancienne voie romaine (Blain, Saumur...).

### Les Seigneurs
Le premier seigneur connu de Saffré semble avoir été Alain de Pierrefeu, en 1097. Un premier château existait au Moyen Âge (XIe – XIIe siècle). L’un de ses successeurs offrit en 1223 un fief aux chevaliers du Temple de Nantes. La châtellenie de Saffré comprenait la paroisse entière de ce nom et s’étendait aux paroisses avoisinantes : Nort-sur-Erdre, Joué-sur-Erdre, Puceul. Plusieurs générations de Tournemine ont ensuite occupé les lieux, pendant plus d'un siècle. En 1542, les d’Avaugour, descendants des Ducs de Bretagne leur succédèrent. Cette famille restera aussi longtemps propriétaire du château de Saffré (jusqu'au début du XVIIIe siècle). Dans un aveu de 1679, le château est décrit ainsi : « le château de Saffré avec ses tours, cernoyé de ses douves et pont-levis, avec les bastiments en dehors, fuie, estang, bois, vignes, prés... ».
Les O'Riordan succédèrent aux d’Avaugour. Leur fille épousa un riche et ambitieux marin, Jacques-Edme Cottin, originaire de Saint-Domingue, qui acheta un titre de noblesse et devint à son tour l'un des propriétaires du château - et le dernier seigneur du lieu.

### XIXeetXXesiècles
À partir de 1824, Hubert Le Loup de Beaulieu, nouveau propriétaire du domaine (et maire de Saffré 1825 à 1830), fait effectuer de nombreuses modifications, architecturales et paysagères. Il cède la forêt de Saffré, fait creuser un nouveau lit à l’Isac et détruire tout ce qui pouvait donner l’aspect d’une forteresse (douves, pont-levis, vers 1840). Le château de Saffré devient à cette époque une habitation « moderne ».
Alexis Ricordeau (maire de 1902 à 1931), avocat au barreau de Nantes et premier président du conseil d’administration de l’hôtel-Dieu de la ville, acheta le château en 1895. Il fit abattre l’aile ouest (à la suite d'un incendie ?) et réaménagea le bâtiment selon les goûts de l’époque. Son fils Maurice en fut le dernier habitant, avant l’occupation allemande durant la Seconde Guerre mondiale. En 1990, la commune de Saffré a acquis cette propriété, inoccupée depuis lors.
C'est sur le site du château que s'est déroulé pendant 10 ans le festival « le Champ du rock ». Le lieu est toujours utilisé pour de nombreuses manifestations associatives (on peut également y visiter un joli potager, des mares), en attendant un usage plus régulier...

### Le Maquis de Saffré

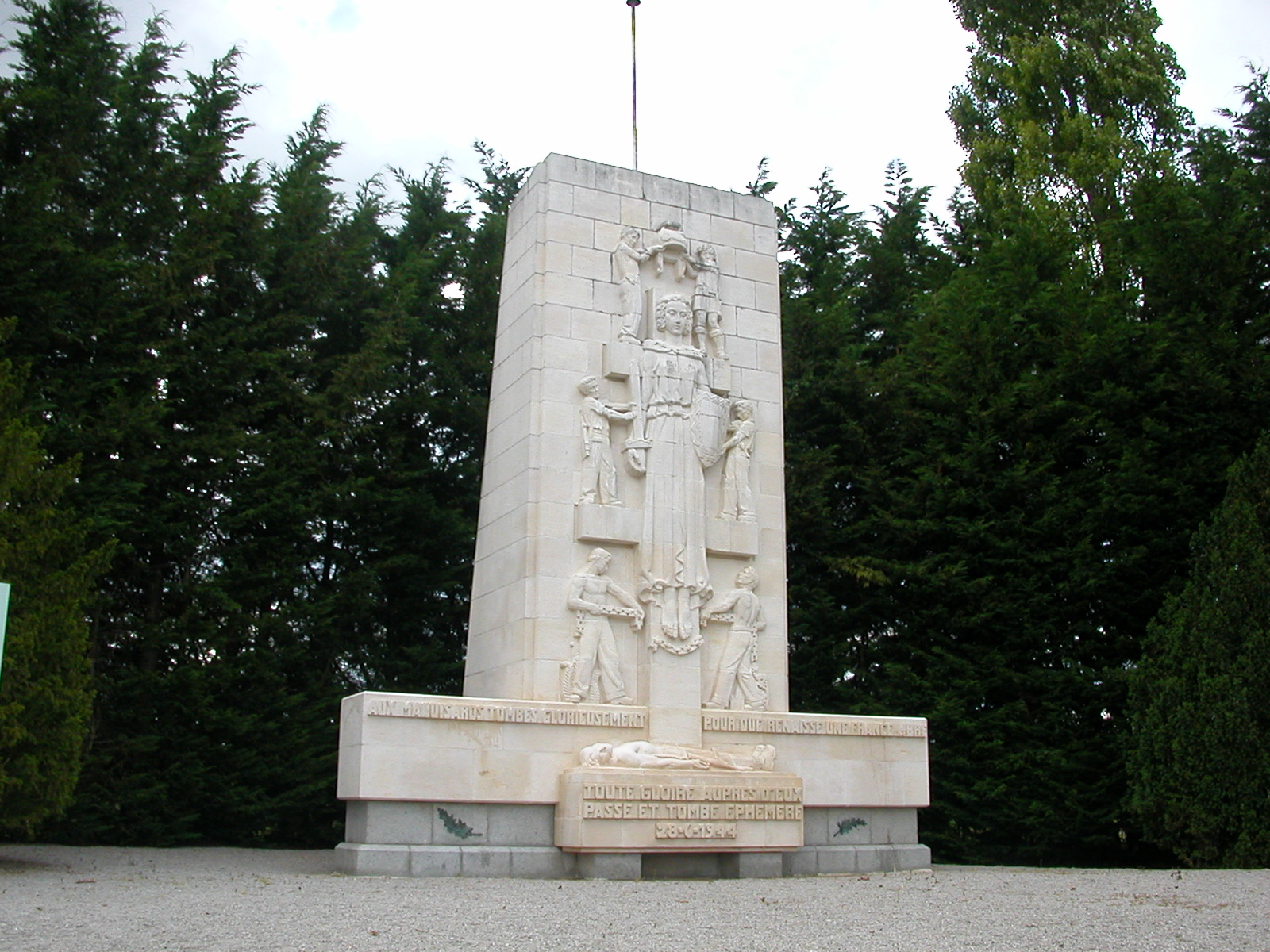
Monument commémoratif du maquis de Saffré.

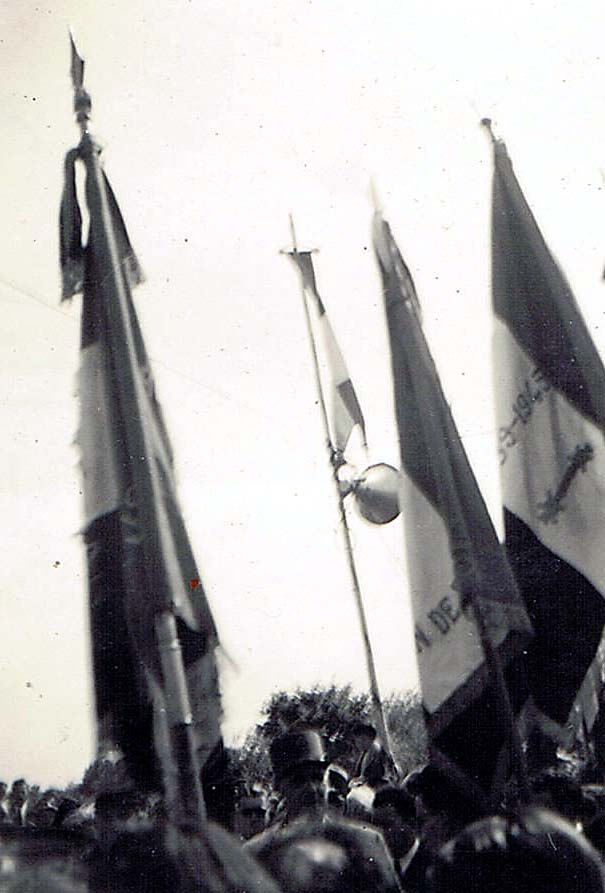
Le général de Gaulle à Saffré.

La commune est particulièrement célèbre pour avoir été le siège du principal maquis du département au cours de la Seconde Guerre mondiale. Il a été anéanti par l'occupant allemand dans la nuit du 27 au 28 juin 1944

## Politique et administration

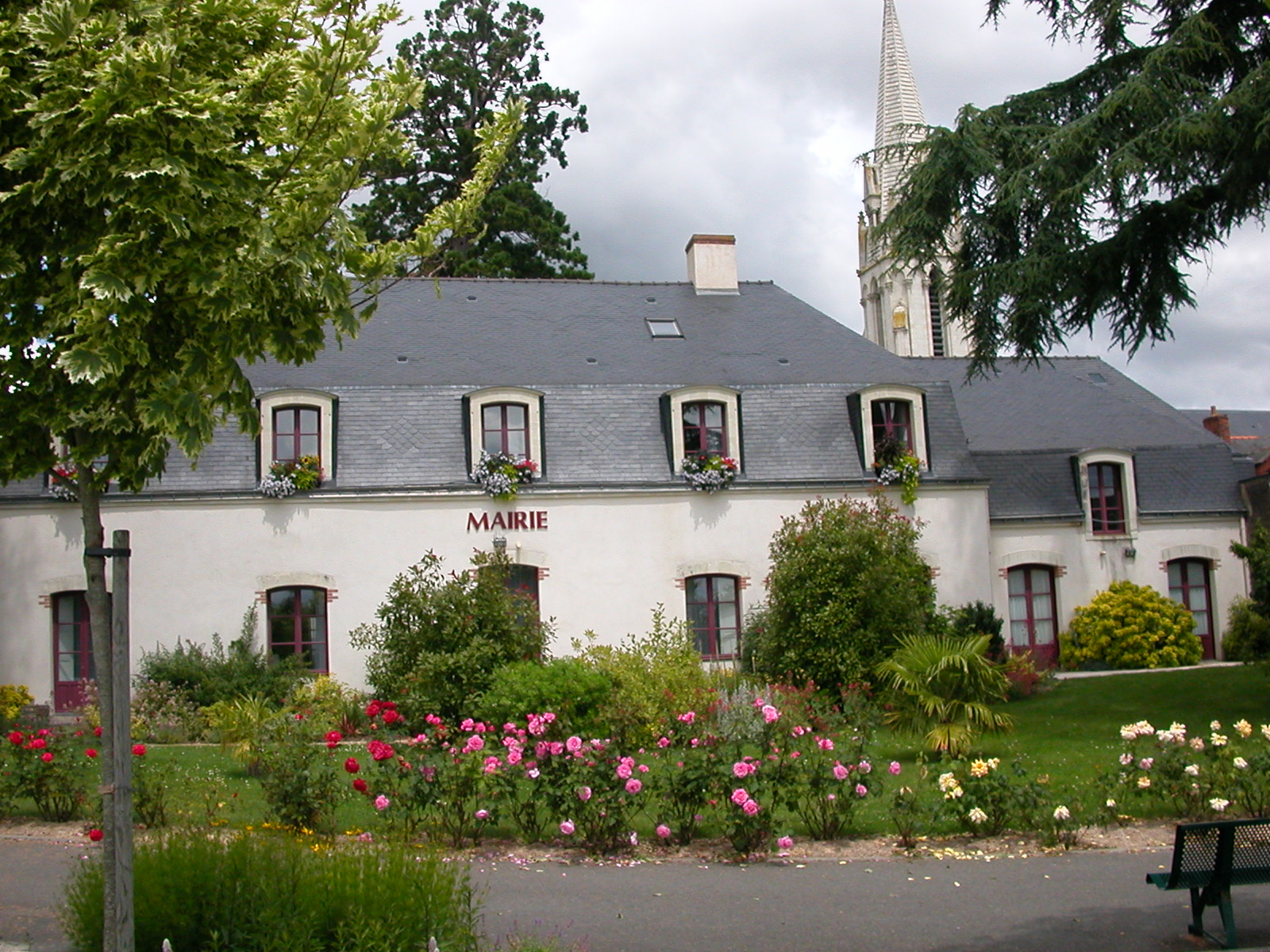
Mairie de Saffré.

## Héraldique
| Blason | Blasonnement : D'azur aux trois croix fleurdelysées d'or, au chef du même. Commentaires : D'après un Brevet d'Hozier (1696). |

## Population et société

### Démographie
Selon le classement établi par l'Insee, Saffré fait partie de l'aire urbaine et de la zone d'emploi de Nantes et du bassin de vie de Nozay. Elle n'est intégrée dans aucune unité urbaine. Toujours selon l'Insee, en 2010, la répartition de la population sur le territoire de la commune était considérée comme « peu dense » : 94 % des habitants résidaient dans des zones « peu denses »  et 6 % dans des zones « très peu denses ».

#### Évolution démographique
L'évolution du nombre d'habitants est connue à travers les recensements de la population effectués dans la commune depuis 1793. Pour les communes de moins de 10 000 habitants, une enquête de recensement portant sur toute la population est réalisée tous les cinq ans, les populations de référence des années intermédiaires étant quant à elles estimées par interpolation ou extrapolation. Pour la commune, le premier recensement exhaustif entrant dans le cadre du nouveau dispositif a été réalisé en 2007.

En 2022, la commune comptait 4 075 habitants, en évolution de +5,57 % par rapport à 2016 (Loire-Atlantique : +6,68 %, France hors Mayotte : +2,11 %).
| 1793  | 1800  | 1806  | 1821  | 1831  | 1836  | 1841  | 1846  | 1851  |
| ----- | ----- | ----- | ----- | ----- | ----- | ----- | ----- | ----- |
| 2 226 | 1 466 | 1 613 | 2 639 | 2 822 | 2 940 | 3 073 | 3 265 | 3 385 |

| 1856  | 1861  | 1866  | 1872  | 1876  | 1881  | 1886  | 1891  | 1896  |
| ----- | ----- | ----- | ----- | ----- | ----- | ----- | ----- | ----- |
| 3 314 | 3 386 | 3 455 | 3 455 | 3 562 | 3 581 | 3 551 | 3 664 | 3 670 |

| 1901  | 1906  | 1911  | 1921  | 1926  | 1931  | 1936  | 1946  | 1954  |
| ----- | ----- | ----- | ----- | ----- | ----- | ----- | ----- | ----- |
| 3 505 | 3 504 | 3 526 | 3 002 | 2 860 | 2 760 | 2 631 | 2 438 | 2 410 |

| 1962  | 1968  | 1975  | 1982  | 1990  | 1999  | 2006  | 2007  | 2012  |
| ----- | ----- | ----- | ----- | ----- | ----- | ----- | ----- | ----- |
| 2 336 | 2 320 | 2 206 | 2 492 | 2 608 | 2 678 | 3 248 | 3 329 | 3 680 |

| 2017  | 2022  | - | - | - | - | - | - | - |
| ----- | ----- | - | - | - | - | - | - | - |
| 3 907 | 4 075 | - | - | - | - | - | - | - |

#### Pyramide des âges
La population de la commune est relativement jeune.
En 2018, le taux de personnes d'un âge inférieur à 30 ans s'élève à 39,5 %, soit au-dessus de la moyenne départementale (37,3 %). À l'inverse, le taux de personnes d'âge supérieur à 60 ans est de 18,8 % la même année, alors qu'il est de 23,8 % au niveau départemental.
En 2018, la commune comptait 1 996 hommes pour 1 951 femmes, soit un taux de 50,57 % d'hommes, légèrement supérieur au taux départemental (48,58 %).
Les pyramides des âges de la commune et du département s'établissent comme suit.
| Hommes | Classe d’âge | Femmes |
| ------ | ------------ | ------ |
| 0,3    | 90 ou +      | 0,7    |
| 4,3    | 75-89 ans    | 6,4    |
| 12,5   | 60-74 ans    | 13,6   |
| 19,5   | 45-59 ans    | 17,7   |
| 23,3   | 30-44 ans    | 22,7   |
| 15,1   | 15-29 ans    | 14,4   |
| 24,9   | 0-14 ans     | 24,5   |

| Hommes | Classe d’âge | Femmes |
| ------ | ------------ | ------ |
| 0,6    | 90 ou +      | 1,8    |
| 6      | 75-89 ans    | 8,6    |
| 15,1   | 60-74 ans    | 16,4   |
| 19,4   | 45-59 ans    | 18,8   |
| 20,1   | 30-44 ans    | 19,3   |
| 19,2   | 15-29 ans    | 17,4   |
| 19,5   | 0-14 ans     | 17,6   |

## Lieux et monuments

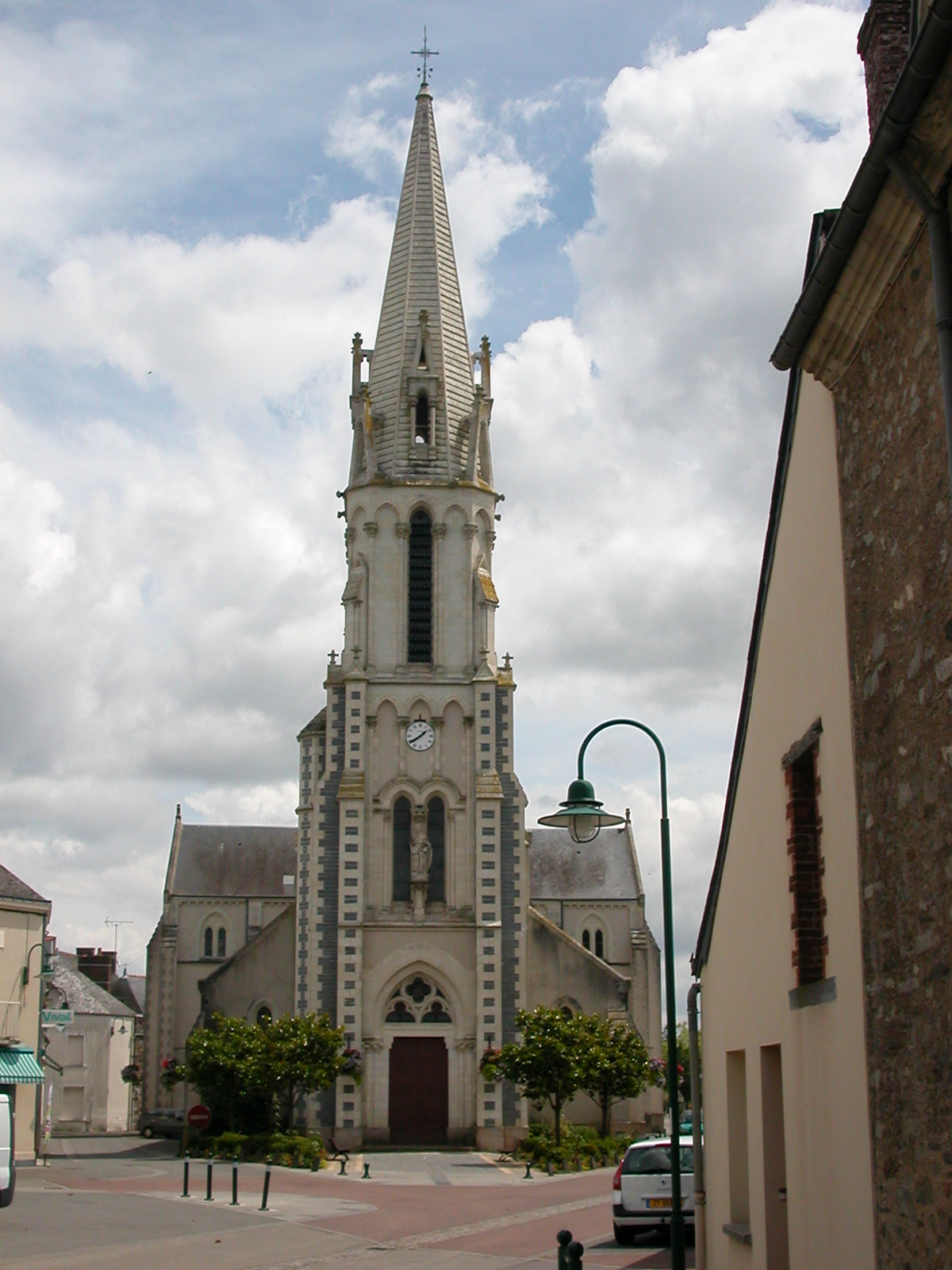
Église Saint-Pierre-et-Saint-Paul de Saffré
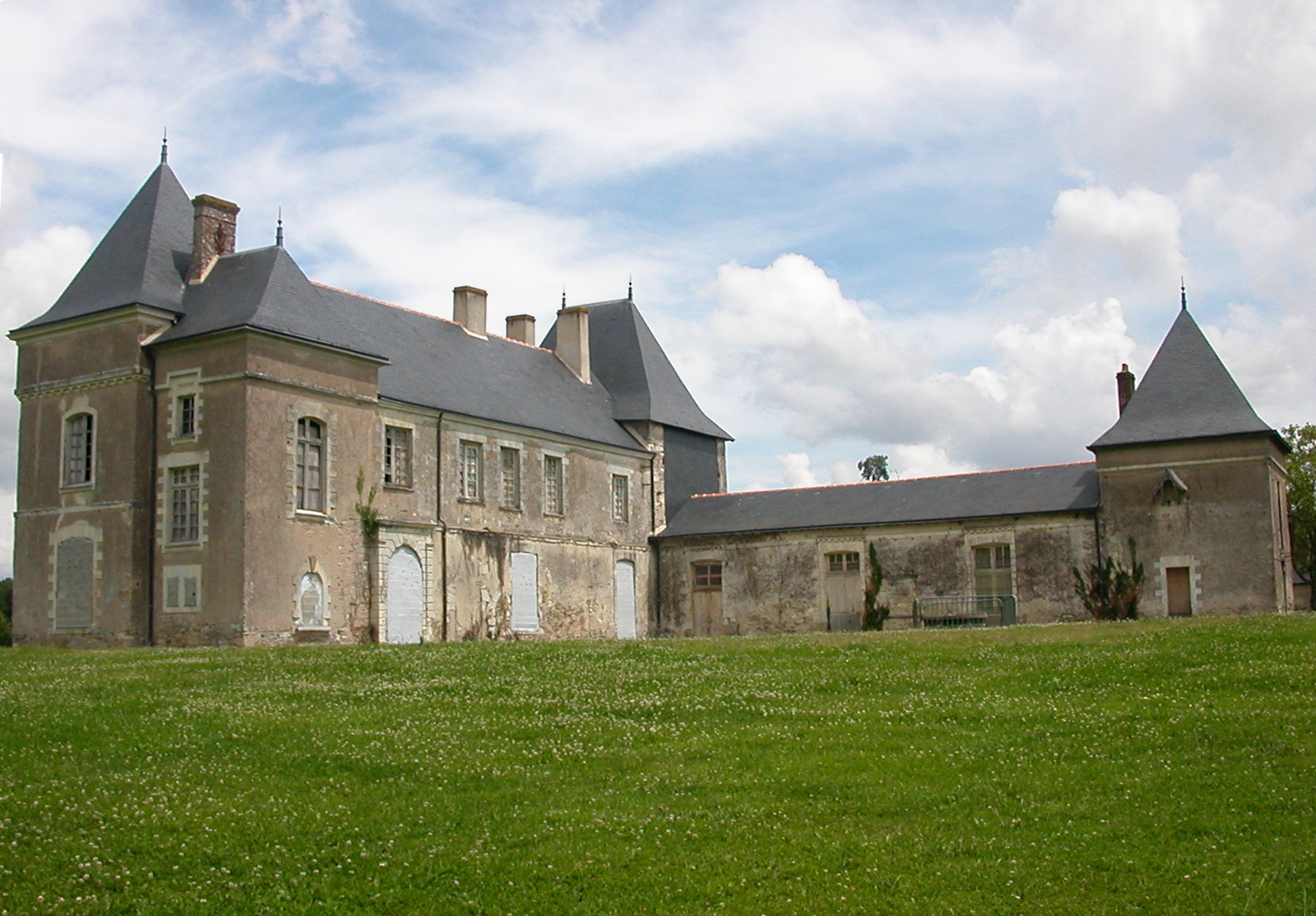
Château de Saffré
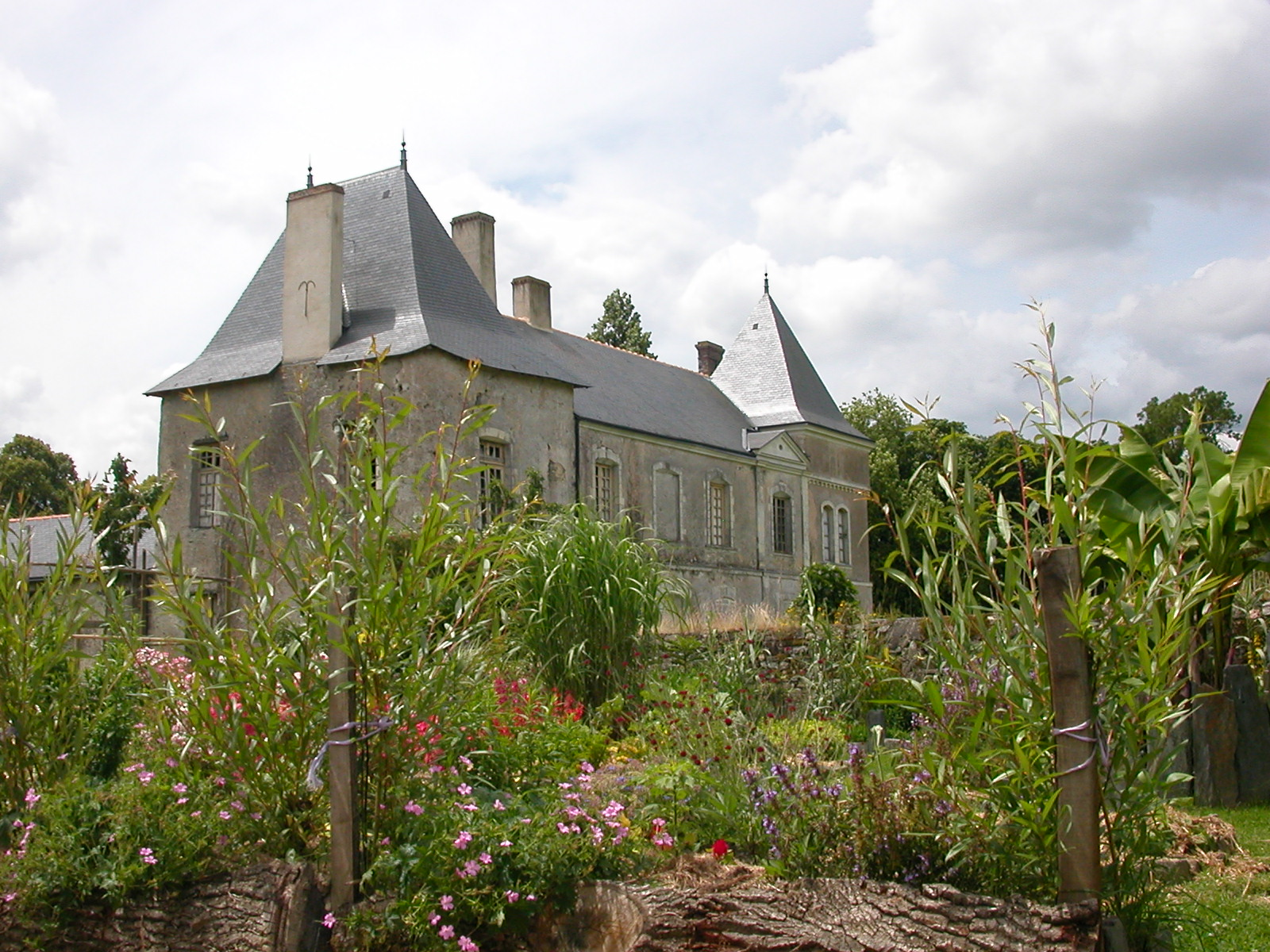
Potager associatif du château

## Personnalités liées à la commune
- Jacques-Edme-Léger Cottin (1754-1823), homme politique français, propriétaire du château de Saffré et maire de la commune, y est décédé.
- François Fidèle Ripaud de Montaudevert, corsaire français, né le 25 mai 1755 à Saffré.
- Alcide Leroux (1846-1926), avocat, écrivain, historien, membre de La société Archéologique de Nantes et du département de la Loire-Inférieure, né à Saffré.
- Jean-Michel Dupas, originaire de la commune, responsable de la programmation à l'Olympic (Nantes) et membre de l'équipe de programmation du Printemps de Bourges.
- Philippe Tourtelier, député PS d'Ille-et-Vilaine
- Jean-Claude Raux, ancien maire de Saffré et député Nouveau Front Populaire de la sixième circonscription de la Loire-Atlantique.

## Jumelages
Saffré est jumelée avec:
- Winterton en Angleterre depuis 1993.

Winterton est une petite ville de 5 000 habitants, dans le Lincolnshire. Afin de développer les relations entre les deux communes, le Comité de Jumelage Saffré / Winterton organise chaque année des échanges entre familles, agrémentés de visites et de rencontres variées.